# وكالة وطن للأنباء
وكالة وطن للأنباء هي وكالة أنباء وأخبار فلسطينية مستقلة، تملكها شركة صفد للإعلان المساهمة الخصوصية المحدودة، ويقع مقرها في مدينة رام الله.